# Чемпионат Кыргызстана по мини-футболу
Чемпионат Кыргызстана по мини-футболу (кирг. Кыргыз Республикасынын футзал боюнча чемпионаты) — соревнование среди мини-футбольных (футзальных) клубов Кыргызстана. Проводится Ассоциацией футзала Кыргызской Республики (АФКР). Проводится по системе «осень — весна». Победитель турнира получает право сыграть в Клубном чемпионате АФК по мини-футболу.

## История
Точная дата основания турнира не выяснена, однако известно, что к 2007 году состоялся 10-й по счёту чемпионат Кыргызстана по футзалу. В 2012 году по требованию Азиатской конфедерации футбола для организации Высшей и Первой лиг Кыргызстана была создана Футзальная лига. Президентом новой организации был избран Бакыт Бакетаев. Тогда же название Высшей лиге было изменено на Суперлигу. В 2015 году турнир впервые был разделен на две зоны — «А» (север) и «В» (юг). Внутри зон команды провели между собой два круга, а затем три сильнейших коллектива получили право сыграть в финальным этапе чемпионата. В 2018 году в регламент соревнований был включён пункт об обязательном участии молодых игроков, родившихся в 1998 году и позже. С 2019 года генеральным спонсором чемпионата является «Халык Банк». В 2020 году с турнира снялись «EREM» и «Спартак Бишкек», ставшие обладателями золотых и бронзовых наград предыдущего сезона.
В 2008 году команда «Налоговик» в рамках чемпионата забила 29 голов в ворота «Автошколы». В 2013 году на матчах лидеров чемпионата дважды отключали электричество, в результате чего футзалистам пришлось ожидать возобновления матчей около 20 минут.
В 2017 году в чемпионате выступало 25 игроков из других стран.

## Участники
В 2022 году турнир был разделён на две зоны:
- Зона «А» (8 команд): «Steelex», «Дордой», «Дастан», «Топ-Тоголок», «Алай», «Фарватер-Аман» (все Бишкек), «Zarya» (Чуй), «Тенир-Тоо» (Нарын).
- Зона «Б» (6 команд): «777-Агростайл» (Кара-Суу), «Шавкат», «Спорт Комитет» (обе — Ош), «Нефтчи» (Жалал-Абад), «Кызыл-Кыя» (Кызыл-Кыя).

## Победители
| Год  | 1-е место         | 2-е место                    | 3-е место                           |
| ---- | ----------------- | ---------------------------- | ----------------------------------- |
| 2005 | Ади (Бишкек)      | Энергобанк (Бишкек)          | Шер (Бишкек)                        |
| 2006 | Рустам (Талас)    | Динамо (УВД Ошской области)  | Ак-жол (Бишкек)                     |
| 2007 | АТФБанк (Бишкек)  | Alfa Universal Bank (Бишкек) | Догдурбек (Бишкек)                  |
| 2008 | АУБ-Алтын-Таш     | АТФ                          | Аманбанк                            |
| 2009 | Налоговик         | АТФ (Бишкек)                 | АУБ (Бишкек)                        |
| 2010 | Налоговик         | АУБ (Бишкек)                 | Адилет                              |
| 2011 | Налоговик         | Баткен                       | Химик                               |
| 2012 | Дордой            | Булат                        |                                     |
| 2013 | РСК-Налоговик     | Дордой                       | Жетиген                             |
| 2014 | Булат             | Дордой                       | Жетиген                             |
| 2015 | Эмгек (Бишкек)    | Дордой Секьюрити (Бишкек)    | Спорткомитет-SRT (Ош)               |
| 2016 | SRT (Ош)          | Динамо (Жалал-Абад)          | Фарватер (Бишкек)                   |
| 2017 | EREM (Ош)         | Мурас (Иссык-Куль)           | Востокэлектро                       |
| 2018 | EREM (Ош)         | Алга (Бишкек)                | Фарватера                           |
| 2019 | EREM (Ош)         | Алга (Бишкек)                |                                     |
| 2020 | EREM (Ош)         | Фарватер (Бишкек)            | Спартак (Бишкек) Мурас (Иссык-Куль) |
| 2021 | Фарватер (Бишкек) | Steelex (Бишкек)             | BMG int                             |
| 2022 | Steelex (Бишкек)  | Мурас (Иссык-Куль)           | Фарватер-Аман (Бишкек)              |
| 2023 | Дастан (Бишкек)   | 777-Агростайл (Кара-Суу)     | Фарватер (Бишкек)                   |

## Лучшие игроки
| Год     | Футболист           | Клуб              |
| ------- | ------------------- | ----------------- |
| 2008    | Улан Рыскулов       | Турбаза           |
| 2011    | Улан Рыскулов       | Налоговик         |
| 2013/14 | Максадбек Алимов    | Дордой            |
| 2015    | Максадбек Алимов    | Спорткомитета-SRT |
| 2016    | Улукбек Орозбеков   | Фарватер          |
| 2018    | Эмиль Канетов       | EREM              |
| 2019    | Юлдашбай Салимбаев  | EREM              |
| 2021    | Нурсултан Абдылдаев | Фарватер          |
| 2022    | Кайрат Кубанычов    | Steelex           |
| 2023    | Андре Корри         | Дастан (Бишкек)   |

## Лучшие бомбардиры
| Год  | Футболист                        | Голов |
| ---- | -------------------------------- | ----- |
| 2008 | Дильшат Кадыров (АУБ-Алтын-Таш)  |       |
| 2014 | Рустам Аширов (Дордой секьюрити) |       |
| 2016 | Максадбек Алимов (Динамо)        |       |
| 2017 | Руслан Ермеков (Мурас)           | 29    |
| 2018 | Максадбек Алимов (EREM)          | 29    |
| 2019 | Максадбек Алимов (EREM)          | 47    |
| 2020 | Максадбек Алимов (EREM)          | 75    |
| 2021 | Дильшат Кадыров                  | 26    |
| 2022 | Дильшат Кадыров (Фарватер-Аман)  |       |
| 2023 | Айдар Абдужалил уулу (Дастан)    | 34    |